# فیلیس کالورت
فیلیس کالورت (انگلیسی: Phyllis Calvert; ۱۸ فوریهٔ ۱۹۱۵ – ۸ اکتبر ۲۰۰۲) بازیگر تلویزیون، بازیگر تئاتر و بازیگر سینما اهل بریتانیا بود.
از فیلم‌ها یا برنامه‌های تلویزیونی که وی در آن نقش داشته‌است می‌توان به مستر بین، اسکار وایلد، بی‌احتیاط، اوه! چه جنگ دلپذیری، ملاقات با خطر، مندی، آقای پیت جوان، و خانم دالووی اشاره کرد.